# Двойное чудо

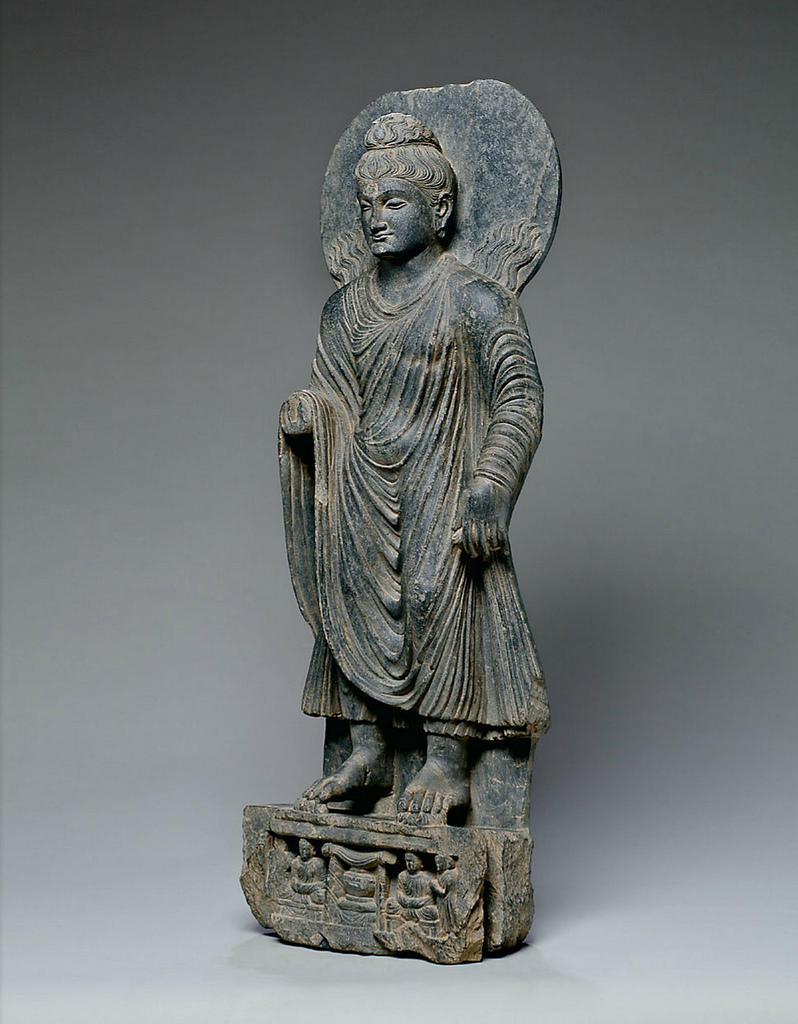
Будда совершает двойное чудо, — вода льется с его ног, а пламя исходит от его плеч

Двойное чудо, также называемое чудом в Саваттхи (пали) или чудом в Шравасти (санскрит), является одним из чудес Будды Гаутамы. Есть две основные версии этой истории, которые различаются в некоторых деталях. Палийский рассказ о чуде можно найти в «Дхаммападаттакатхе», а санскритскую версию — в «Пратихарья-сутре». Буддисты считают, что события произошли спустя семь лет после просветления Будды в древнем индийском городе Саваттхи. Согласно буддийским текстам, Будда одновременно исторгал огонь из верхней и воду из нижней половины тела, затем менял их местами и распространил вокруг. Чудо было совершено во время состязания между Буддой и шестью соперничающими религиозными учителями. По некоторым источникам чудо было совершено дважды: сначала Будда явил его в своём родном городе Капилавасту, а затем уже в Саваттхи. Считается, что это было величайшее чудо Будды Гаутамы и совершить его могут только полностью просветлённые будды, для которых оно считается одним из десяти обязательных действий к исполнению в течение своей жизни.

## Чудо в Капилавасту
Согласно буддийским текстам, когда Будда, достигнув просветления, вернулся в свое родное царство Капилавасту, его соплеменники отказались поклониться ему, потому что он был младшим членом клана. Тогда он поднялся в воздух и исторг воду и огонь из своего тела, а затем поменял их местами. Это привело к тому, что отец Будды, царь Шуддходана, преклонился перед ним в почтении и остальные представители клана Шакья последовали его примеру. После того, как Будда опустился на землю и сел, внезапно начался дождь, при этом капли падали только на тех, кто желал промокнуть, и ни одна капля не упала на того, кто хотел остаться сухим. После этого события Будда произнёс речь, которая сохранилась в виде Вессантара джатаки.

## Чудо в Саваттхи

### Предыстория
Согласно палийской версии, во времена Будды богатый казначей подвесил на веревке чашу из сандалового дерева, надеясь найти просветлённое существо, которое сможет взлететь и взять её. В течение шести дней учителя шести разных религиозных сект безуспешно пытались обманом заставить казначея отдать им чашу. На седьмой день новость об этом достигла одного из учеников Будды, Пиндолы Бхарадваджи, который взлетел и взял чашу, в результате чего казначей стал буддистом. На обратном пути в монастырь люди, пропустившие события, попросили его снова явить чудо, что он и сделал.
Когда Будда услышал об этом, он подверг Пиндолу критике и установил правило, запрещающее монахам использовать сверхъестественные силы для таких целей. Услышав об этом, шесть учителей из соперничающих религиозных сект попытались вернуть своих последователей. Они публично вызвали Будду на состязание чудес, думая, что тот откажется принять в нём участие. В санскритском описании этого события история с сандаловой чашей отсутствует, и шесть завистливых учителей, уверенные в своих сверхъестественных силах, по собственной инициативе бросают вызов Будде в надежде вернуть себе последователей.

### Состязание чудеса

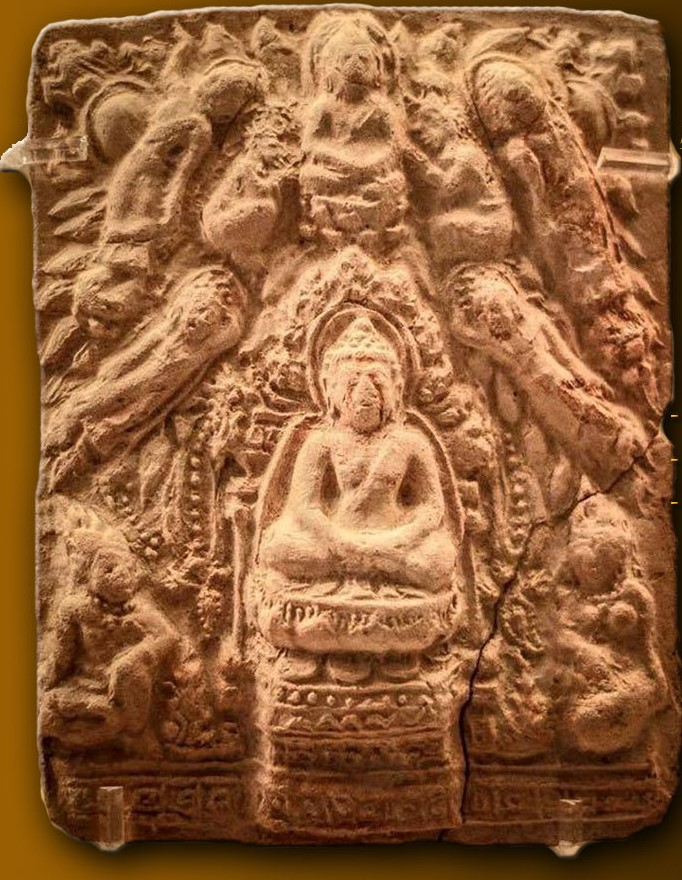
Тайский амулет, показывающий двойное чудо

Согласно палийской версии, шесть учителей-еретиков пришли к царю Бимбисаре из Магадхи с просьбой провести соревнование. К их удивлению Будда принял вызов, заявив, что его правило, запрещающее чудеса, применяется к монахам, но не к нему самому, точно так же, как подданным запрещено собирать урожай в царском саду, но не самому царю. В санскритской версии учителя-еретики сначала пошли к царю Бимбасаре, чтобы устроить соревнование, но тот им отказал, тогда они отправились к царю Пасенади из Кошалы, который согласился провести турнир, если Будда примет в нём участие. Будда посоветовал своим последователям не заниматься подобными делами, но согласился поучаствовать сам, потому что все будды совершают двойное чудо.
Будда заявил, что чудо произойдёт у подножия мангового дерева в Саваттхи в день полнолуния Асалха пуджа через четыре месяца. Учителя-еретики, желая избежать состязания, выкорчевали все манговые деревья в окрестностях. В день турнира царский садовник нашёл на полу манго, которое хотел сначала передать царю, но затем отдал проходящему мимо Будде. Когда приблизилось время состязания, Будда съел манго и посадил косточку перед городскими воротами. После того, как он совершил омовение рук, мгновенно выросло взрослое манговое дерево. В санскритской версии история с манго отсутствует, вместо этого Будда совершает в предшествующие турниру дни другие чудеса, например, гасит воздухом огонь и восстанавливает руки и ноги брату царя Пасенади, которому их отрубили за несовершённое им преступление.
В день состязания Будда создаёт в воздухе украшенную драгоценностями дорожку и готовится совершить чудо для толпы наблюдателей, но его прерывают несколько его учеников, которые просят дать им сотворить чудо вместо него, чтобы избавить его от беспокойства. Будда отклонил их предложение. Наконец, к Будде обратился Маха Моггаллана, его главный ученик, обладающий мощными экстрасенсорными способностями, но тогда Будда отказался. Затем он заявил, что должен сам совершить чудо, поскольку это одна из обязанностей будд. Стоя на вершине украшенной драгоценностями дорожки, Будда вошёл в медитативное состояние и исторг огонь из верхней части своего тела и потоки воды из нижней части, а затем начал менять огонь и воду местами, создавая массив из шести цветов. Затем, под аплодисменты публики, огонь и вода взмыли вверх, освещая космос. А Будда, идя по украшенной драгоценностями дорожке, прочитал наблюдателям проповедь. Санскритская версия также повествует о создании Буддой нескольких копий самого себя, которые ходили, лежали и сидели, пока он совершал двойное чудо.
По завершении чуда настала очередь конкурирующих религиозных лидеров, но они не смогли сдвинуться с места. Сильный ветер снёс павильон, который они подготовили для турнира, и учителя-еретики разбежались, а один из них покончил жизнь самоубийством. Будда создал единственную копию самого себя, которая начала задавать ему вопросы, а он, в свою очередь, отвечал на них, чтобы научить собравшихся людей Дхамме.
Говорят, что после совершения чуда Будда вознёсся на Небеса Таватимса на три месяца, чтобы провести там сезон дождей и преподать своей покойной матери Абхидхамму в соответствии с тем, что, как считается, делали все будды после совершения двойного чуда.
| Чудо в Шравасти |
| - Статуя Будды, совершающего чудо в Шравасти, Гандхара, 100—200 гг. н. э. - Чудо Шравасти, ок. II века н. э., Гандхара - Гандхара, III век н. э. - Каписа, III век н. э. - Гандхара, ок. III век н. э. |